# Лэнгли, Томми
Томми Лэнгли (англ. Tommy Langley; род. 2 февраля 1958 года в Лондоне, Англия) — футболист, игравший на позиции нападающего, наиболее известный своей карьерой в «Челси». В настоящее время один из ведущих вечерней программы «Matchnight Live» на клубном телеканале «Челси».

## Карьера

### Челси
Лэнгли начал футбольную карьеру в академии лондонского клуба. Впервые вышел на поле в официальном матче за «синих» в 1975 году против «Лестера» в возрасте 16 лет и 9 месяцев. На старте карьеры Лэнгли, клуб вылетел во второй дивизион, поэтому по-настоящему проявить себя в высшем эшелоне английского футбола нападающему удалось лишь в сезоне 1977/78, когда его клуб вернулся в элиту. Тогда Томми Лэнгли отметился 13 забитыми мячами, став лучшим бомбардиром клуба. В следующем сезоне молодой футболист записал на свой счёт уже 16 голов, что составило чуть более трети общего количества голов клуба в лиге. «Челси» вновь опустился во второй дивизион, а Лэнгли был признан игроком года в клубе. Всего форвард сыграл 142 матча за «аристократов» и забил 40 мячей.

### Другие клубы
В августе 1980 года Лэнгли перешёл в «Куинз Парк Рейнджерс», в составе которых отыграл 25 матчей и 8 раз отметился голевым ударом. Чуть более чем через полгода игрок присоединился к «Кристал Пэлас», где играл до 1983 года. За это время он 71 раз вышел на поле и забил 10 мячей во всех турнирах.
После «Кристал Пэлас» Томми решил попробовать свои силы в южной Европе, перебравшись в афинский клуб «АЕК». Однако он сыграл лишь 5 матчей за греческий клуб, после чего посреди сезона вернулся в Англию, присоединившись к «Ковентри Сити». Здесь форвард так и не смог заиграть, и в межсезонье перешёл в «Вулверхэмптон Уондерерс», где сумел отличиться четырежды за 23 выхода на поле. Сезон 1984/85 Лэнгли завершал уже в клубе «Олдершот».
В 1985 году игрок переехал в Китай и обосновался в Гонконге, в клубе «Саут Чайна», однако по прошествии года он снова вернулся «Олдершот», где провёл еще два года, по прошествии которых подписал контракт с «Эксетер Сити» — клубом, ставшим последней значимой остановкой футболиста в европейском футболе.
В 1989 году Томми уехал в США, сыграл пять матчей за «Тампа-Бэй Раудис» и вскоре вернулся в Англию, где провёл еще несколько лет в различных клубах низших дивизионов.